# Missões diplomáticas da Armênia

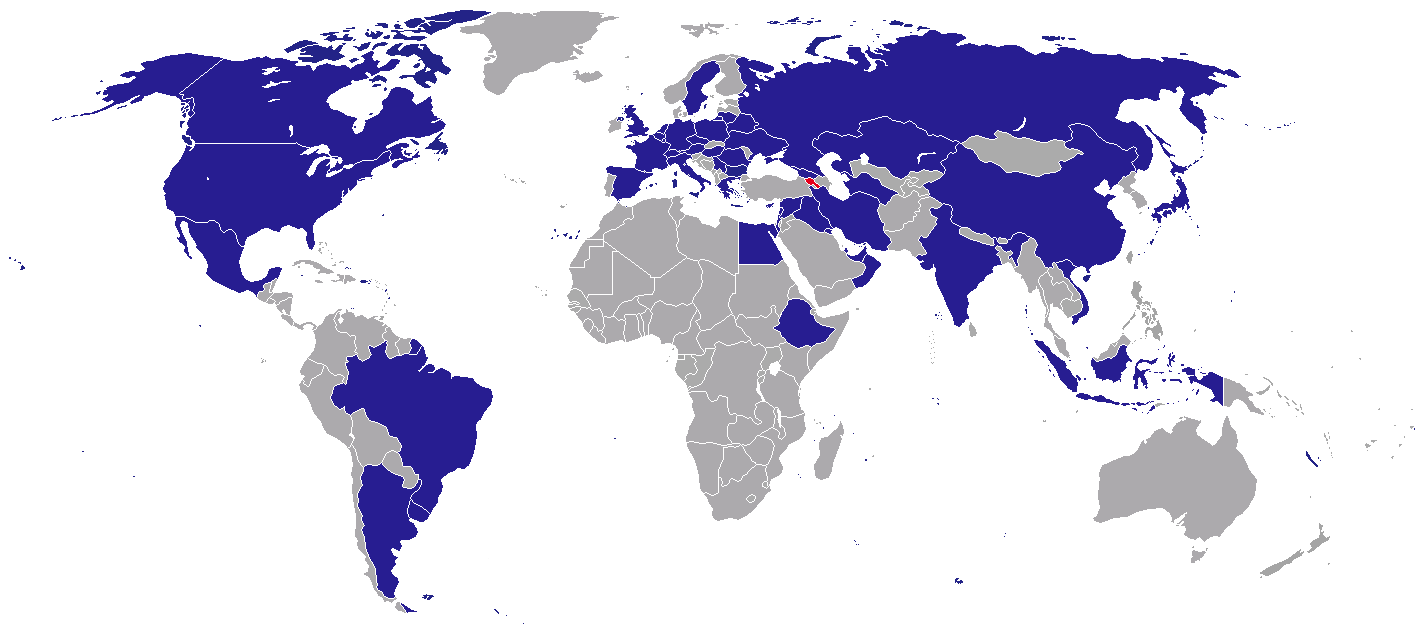
Países com missões diplomáticas armênias

Este anexo lista as Missões diplomáticas da Armênia é um país localizado no sul do Cáucaso, no extremo oriente da Europa. Existem cerca de 8,2 milhões armênios atualmente, sendo que mais de cinco milhões vivem fora do país, em grandes comunidades localizadas na Rússia, França, Estados Unidos, Ucrânia, Líbano, Argentina, e Brasil. Atualmente a Armênia tem embaixadas e consulados espalhados por 34 países. Ela não possui nenhuma relação com nenhum dos 14 países da Oceania, e apenas com um dos 53 países de Africa, que é o Egito, mas recentemente estabeleceu um consulado honorário na Costa do Marfim, a fim de estabelecer relações comerciais. 
Abaixo estão as embaixadas e consulados da Armênia.

## África

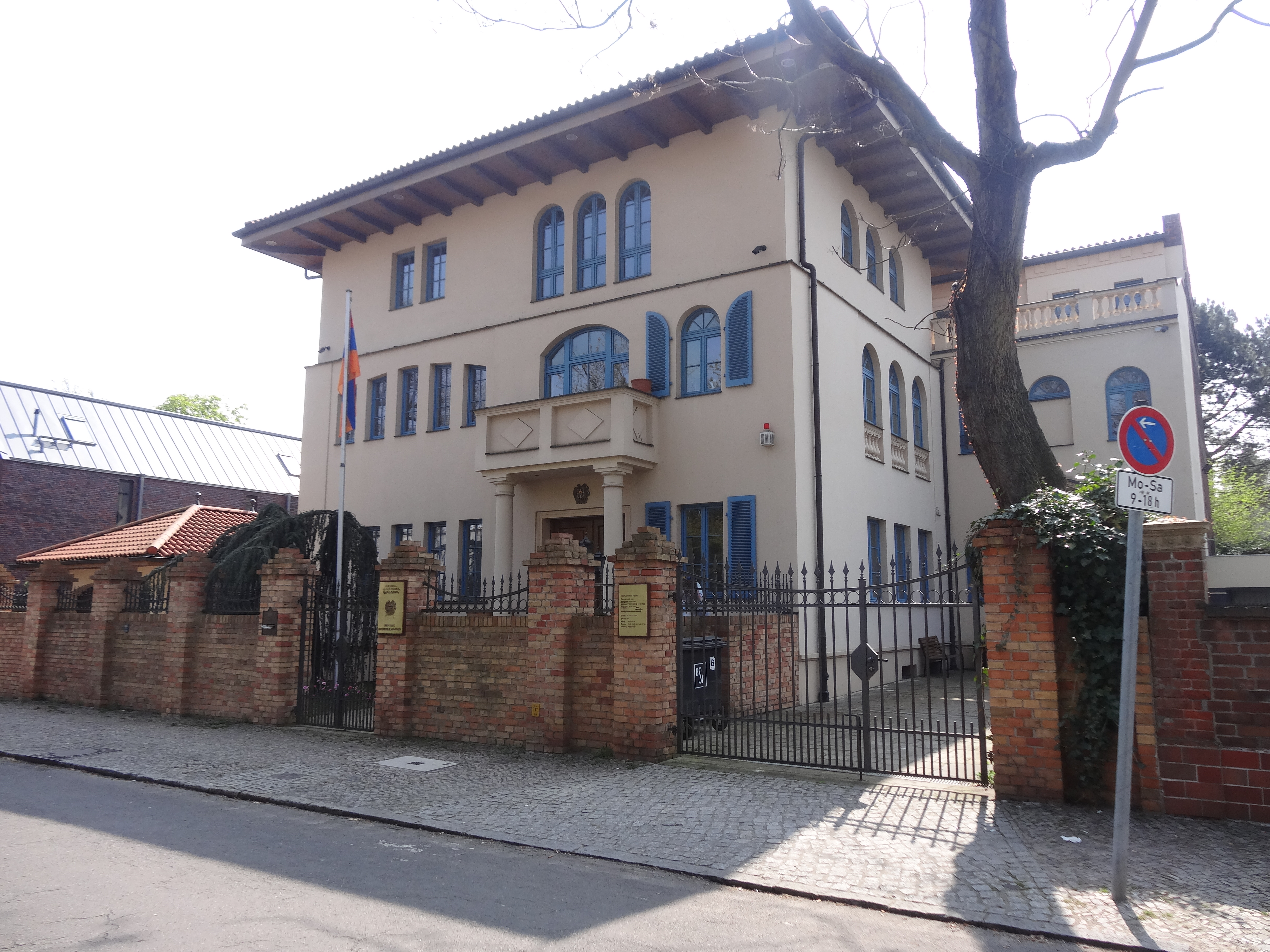
Embaixada armênia em Berlim

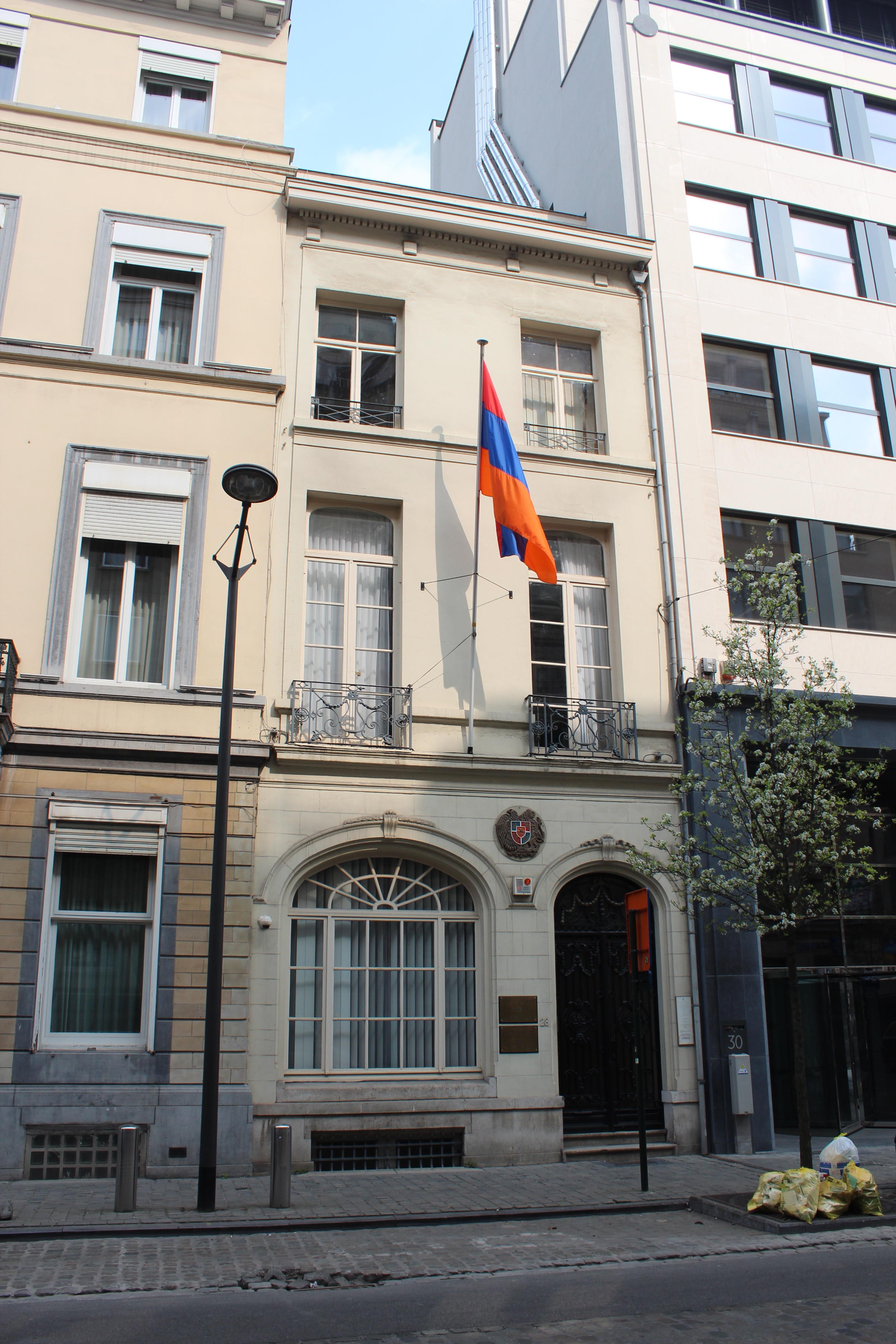
Embaixada armênia em Bruxelas

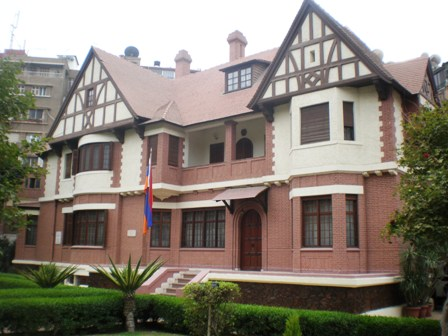
Embaixada armênia em Cairo

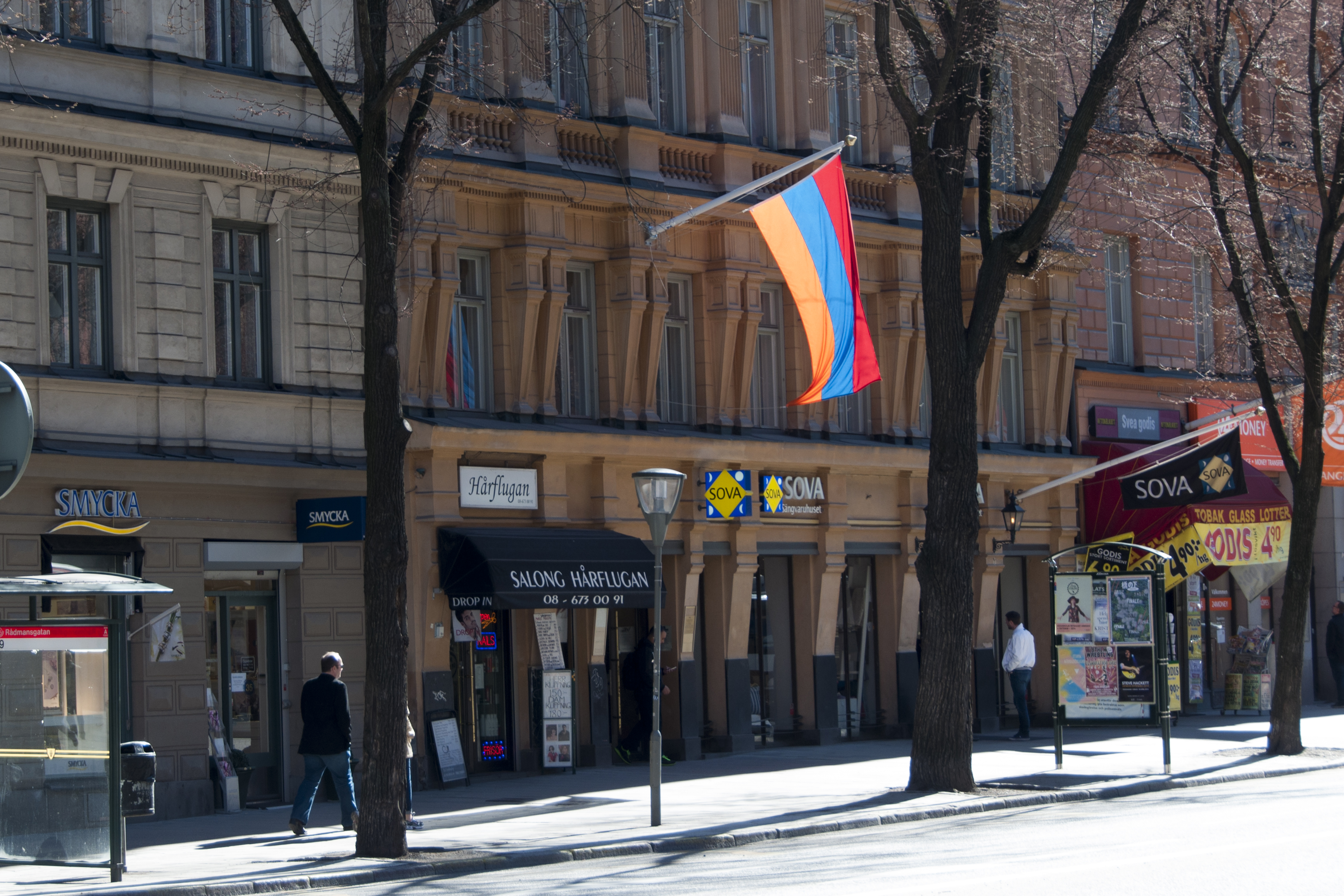
Embaixada armênia em Estocolmo

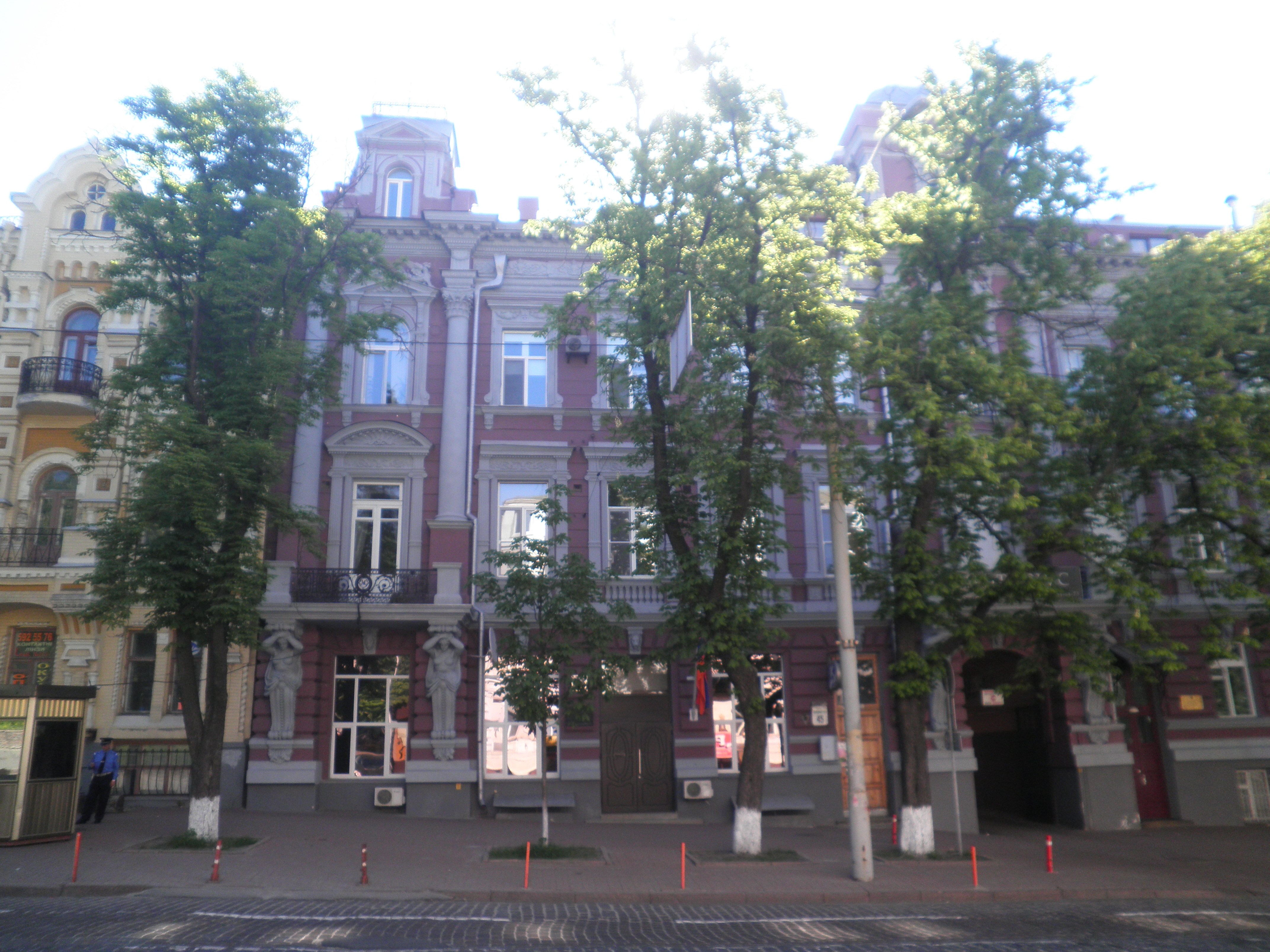
Embaixada armênia em Kiev

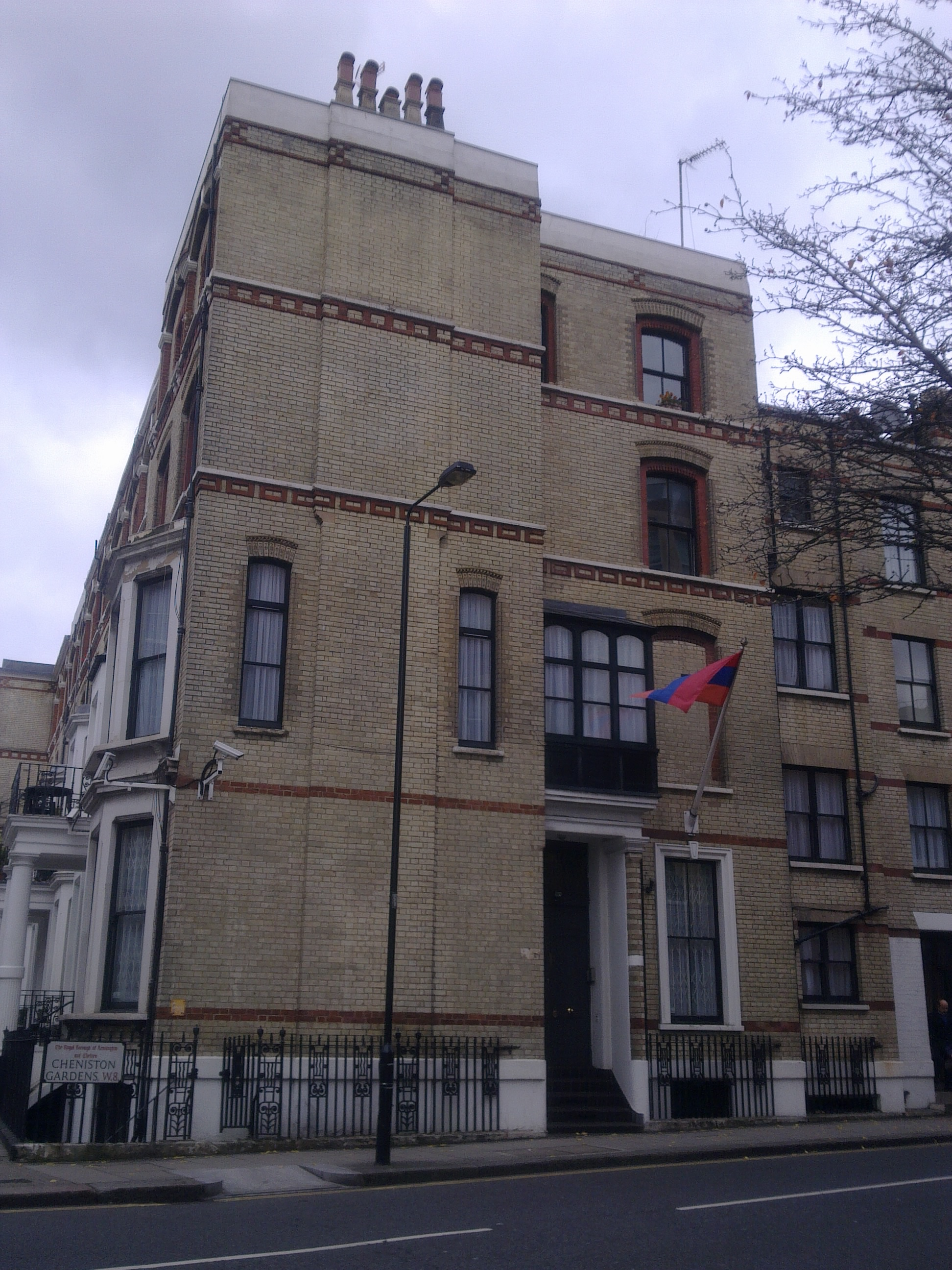
Embaixada armênia em Londres

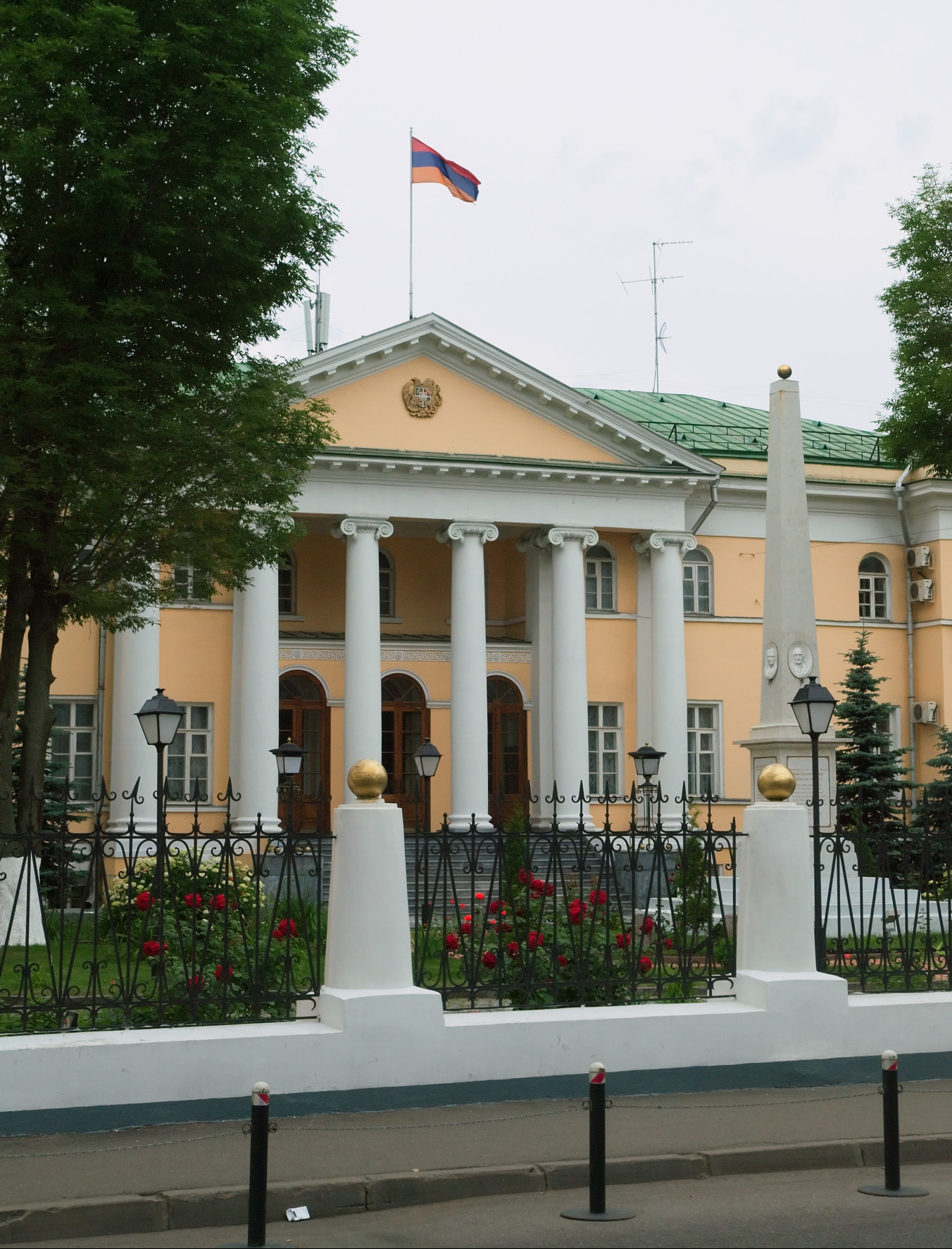
Embaixada armênia em Moscou

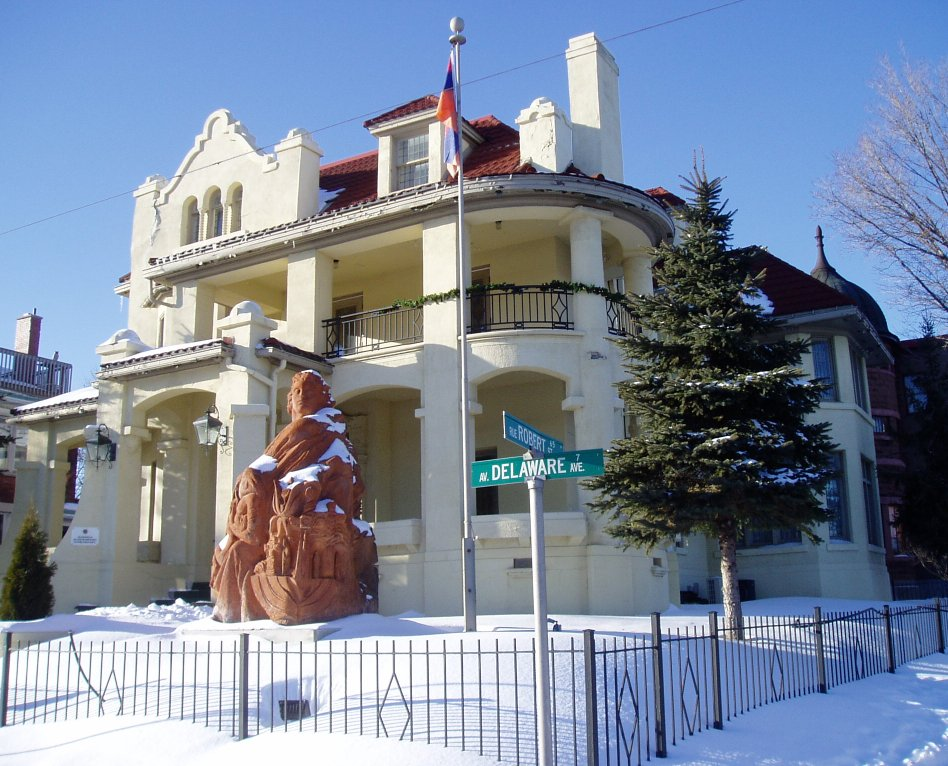
Embaixada armênia em Ottawa

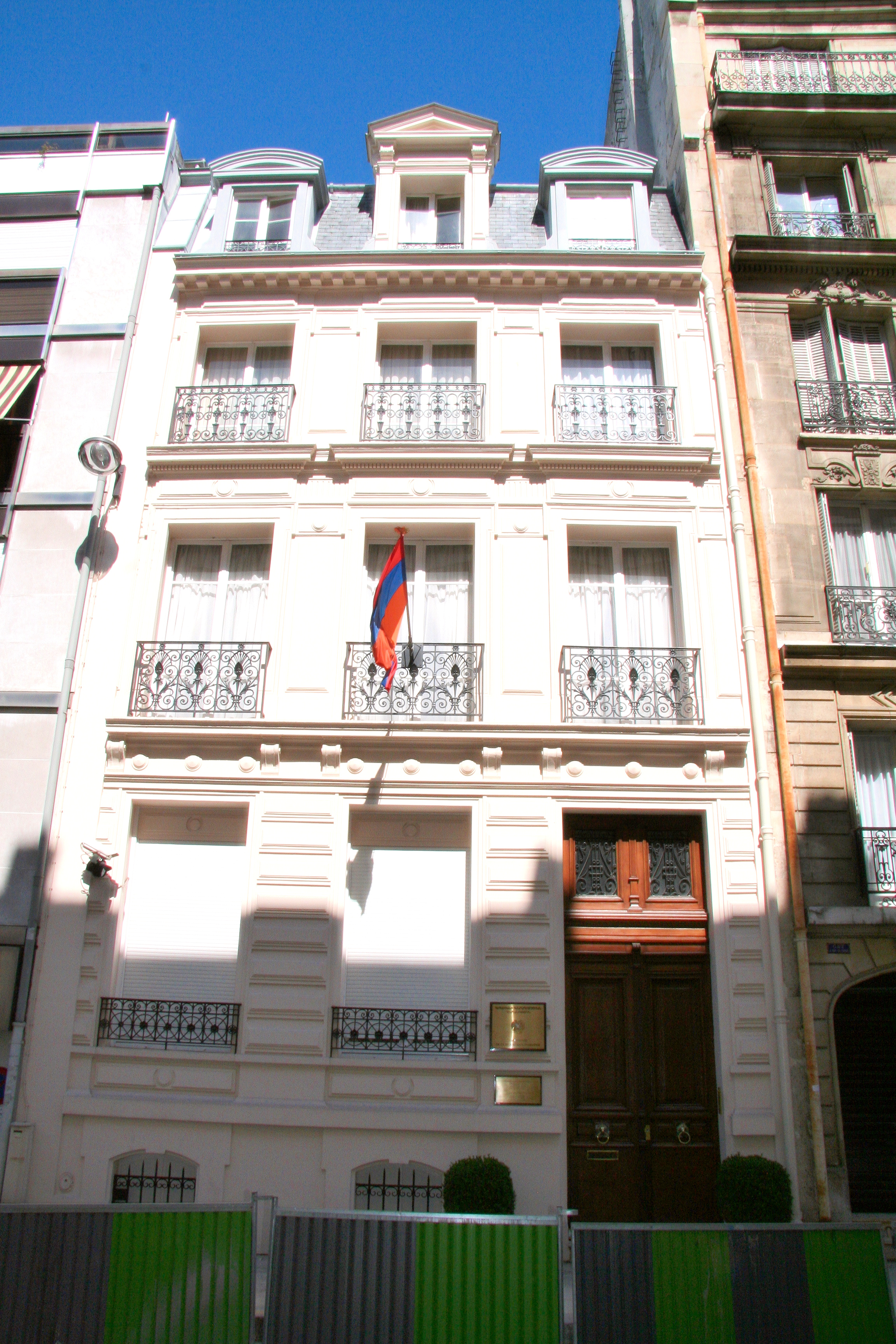
Embaixada armênia em Paris

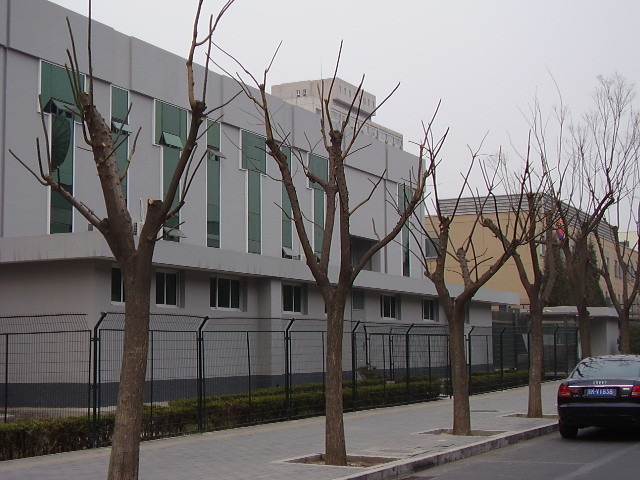
Embaixada armênia em Pequim

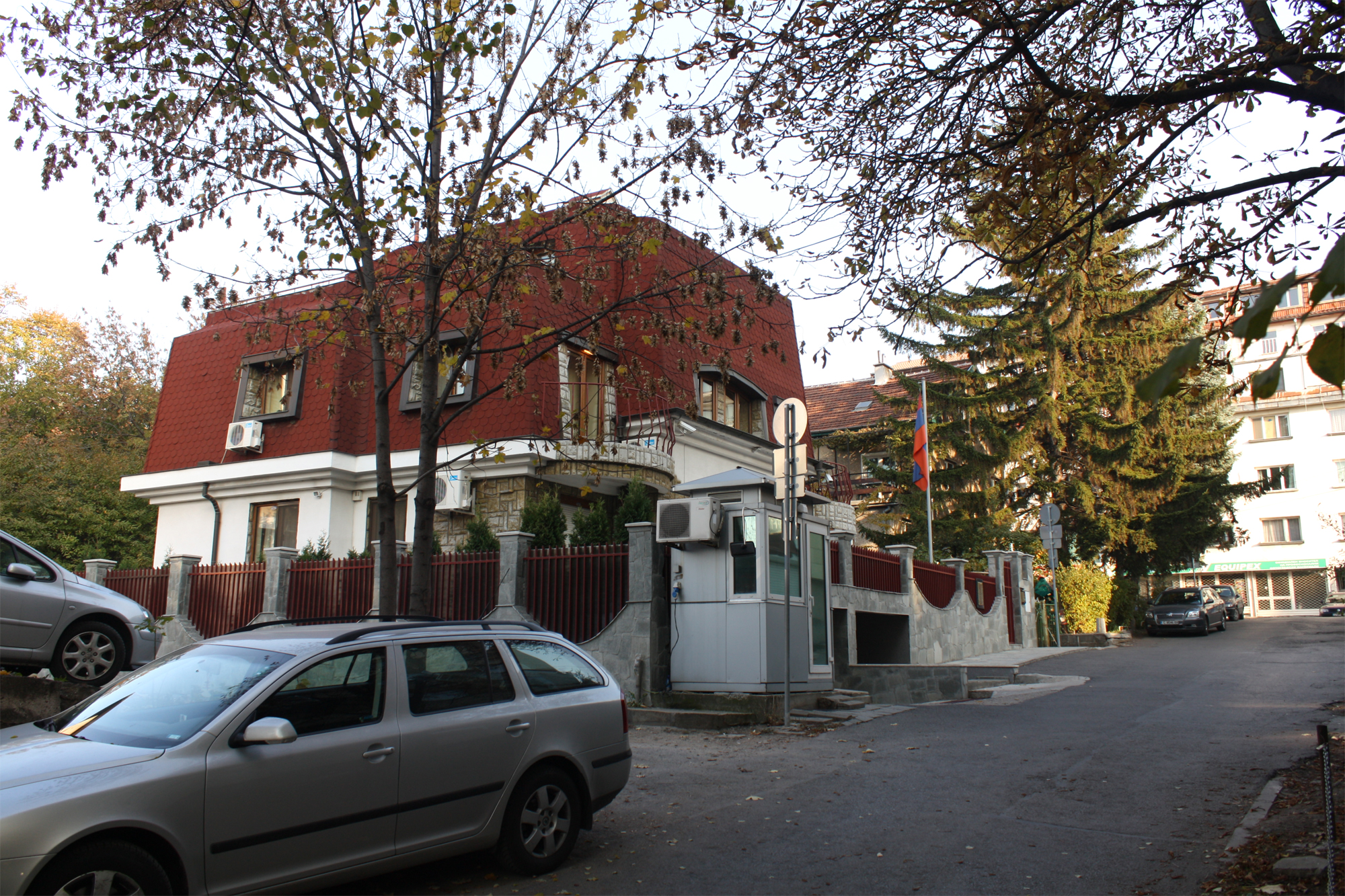
Embaixada armênia em Sófia

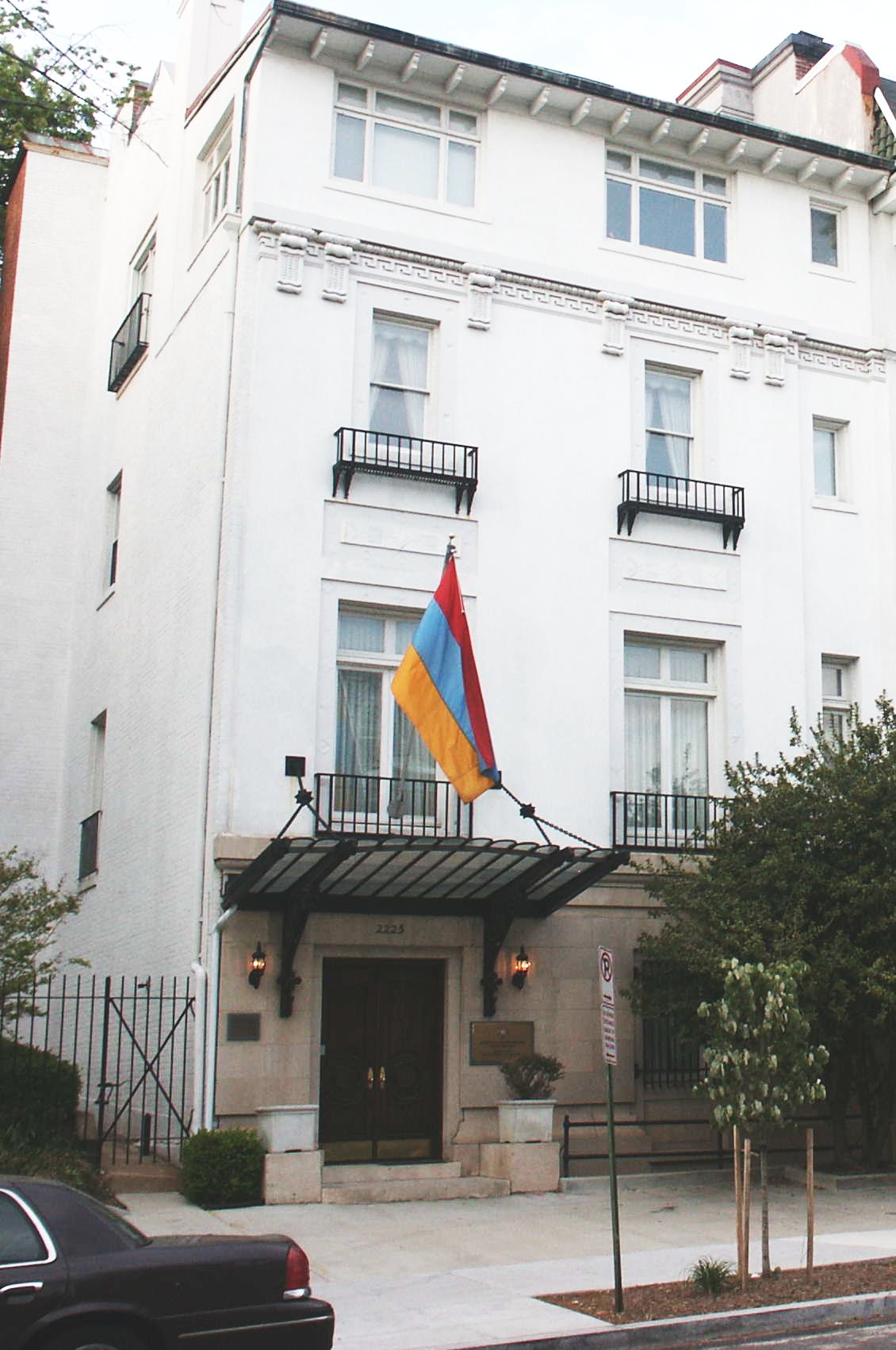
Embaixada armênia em Washington, DC

- Egito
  - Cairo (Embaixada)
- Etiópia
  - Adis-Abeba (Embaixada)

## Américas
- Argentina
  - Buenos Aires (Embaixada)
- Brasil
  - Brasília (Embaixada)
- Canadá
  - Ottawa (Embaixada)
- Estados Unidos
  - Washington, DC (Embaixada)
  - Los Angeles (Consulado-Geral)
- México
  - Cidade do México (Embaixada)
- Uruguai
  - Montevidéu (Embaixada)

## Ásia
- Cazaquistão
  - Astana (Embaixada)
- China
  - Pequim (Embaixada)
- Emirados Árabes Unidos
  - Abu Dhabi (Embaixada)
- Geórgia
  - Tíflis (Embaixada)
  - Batumi (Consulado-Geral)
- Índia
  - Nova Deli (Embaixada)
- Indonésia
  - Jacarta (Embaixada)
- Irão
  - Teerã (Embaixada)
- Iraque
  - Bagdá (Embaixada)
- Japão
  - Tokyo (Embaixada)
- Kuwait
  - Cidade do Kuwait (Embaixada)
- Líbano
  - Beirute (Embaixada)
- Síria
  - Damasco (Embaixada)
  - Alepo (Consulado-Geral)
- Turquemenistão
  - Ashgabat (Embaixada)
- Vietname
  - Hanói (Embaixada)

## Europa
- Alemanha
  - Berlim (Embaixada)
- Áustria
  - Viena (Embaixada)
- Bélgica
  - Bruxelas (Embaixada)
- Bielorrússia
  - Minsk (Embaixada)
- Bulgária
  - Sófia (Embaixada)
- Dinamarca
  - Copenhague (Embaixada)
- Espanha
  - Madrid (Embaixada)
- França
  - Paris (Embaixada)
  - Lyon (Consulado-Geral
  - Marselha (Consulado-Geral)
- Grécia
  - Atenas (Embaixada)
- Itália
  - Roma (Embaixada)
- Lituânia
  - Vilnius (Embaixada)
- Países Baixos
  - Haia (Embaixada)
- Polónia
  - Varsóvia (Embaixada)
- Reino Unido
  - Londres (Embaixada)
- Chéquia
  - Praga (Embaixada)
- Roménia
  - Bucareste (Embaixada)
- Rússia
  - Moscou (Embaixada)
  - Rostov (Consulado-Geral)
  - São Petersburgo (Consulado-Geral)
  - Sóchi (Escritório Consular)
- Suécia
  - Estocolmo (Embaixada)
- Suíça 
  - Genebra (Embaixada)
- Ucrânia
  - Kiev (Embaixada)
- Vaticano
  - Cidade do Vaticano (Embaixada)

## Organizações multilaterais
- Bruxelas (Missão para a União Europeia e OTAN)
- Geneva (Missão permanente nas Nações Unidas e outras organizações internacionais)
- Istambul (Missão permanente na OCEMN)
- Nova Iorque (Missão permanente nas Nações Unidas)
- Minsk (Missão permanente na Comunidade dos Estados Independentes)
- Roma (Missão permanente na Organização das Nações Unidas para a Alimentação e a Agricultura)
- Estrasburgo (Missão permanente no Conselho da Europa)
- Viena (Missão permanente na Organização para a Segurança e Cooperação na Europa OSCE)